# Nika Turbiná
Nika Georgievna Turbiná (en ruso: Ника Гeopгиeвна Туpбина; 17 de diciembre de 1974, Yalta – 11 de mayo de 2002, Moscú) fue una poeta soviética nacida en Ucrania. Comenzó a escribir poesía a la edad de seis años y publicó su primer libro en 1984, con diez. Una grabación de ella recitando sus poemas vendió más de treinta mil copias en la entonces Unión Soviética.

## Reseña biográfica
Turbiná escribió su primer poema completo a los cuatro años; dos años después, fue descubierta por el escritor Yulián Semiónov, que pasó parte del año en su casa en Yalta. El talento de Turbiná la alejaba de sus compañeros en la escuela, donde estudiaba adelantada a su nivel.También estudiaba piano y le encantaban las Matemáticas, en las que ella veía semejanza con la poesía.
Su primer libro, Primer borrador, fue publicado en 1984 cuando ella tenía diez años, con una introducción de Yevgueni Yevtushenko. Se ha traducido en Francia, Italia, Reino Unido y Argentina.
Murió a la edad de 27 años al caer por una ventana desde un quinto piso.

## Obra

### Libros en español
La infancia huyó de mí, Buenos Aires, Editorial Llantén, 2018. Traducción de Natalia Litvinova.

### Poemas en español
- Poemas de Nika Turbiná